# 捷克海盜黨
捷克海盜黨（捷克語：Česká pirátská strana）是一個以瑞典海盗党模式為基礎建立的捷克政黨。它在2009年6月17日於捷克內政部註冊；此前在4月份啟用網站的前兩天，1800人線上連署支持政黨註冊。捷克政黨註冊法律上要求具有1000個簽名的請願書。在學生選舉中，海盜黨獲得了7.7%的選票。
捷克海盜黨參加2010年5月的大選，他們獲得0.8%的選票。
2010年12月，捷克海盜黨啟用他們的國家舉報網站，名稱類似於維基解密（WikiLeaks）稱為海盜解密（捷克語：PirateLeaks）。網站的目的是作為記者的主要資源。致力於捷克政府的腐敗證據和根據法律 106/1999 Sb 應該被公開的政府文件（自由資訊取得法），但是當局拒絕公開沒有正式法律定義的請求。
2011年3月18日至19日，捷克海盜黨參加克拉德诺地區參議院選舉，他們獲得0.75%的選票。
2020年底和2021年初，海盜黨與自由的中右翼政黨市長和獨立人士組成了海盜和市長選舉聯盟，以參加2021年捷克立法選舉。該聯盟贏得了37個席位，其中4個是海盜黨議員，並與一起加入了執政聯盟。該黨在彼得·費亞拉內閣有三名部長：主席伊万·巴托什為區域發展部長和數位化副總理，揚·利帕夫斯基為外交部長，米哈爾·薩洛蒙為立法部長。

## 選舉表現

### 捷克眾議院選舉
| 選舉年 | 得票           | 得票率（%）    | 議席     | ±    | 排名   | 政府   |
| ------ | -------------- | -------------- | -------- | ---- | ------ | ------ |
| 2010   | 42,323         | 0.8            | 0 / 200  | 新   | 第11位 | 議會外 |
| 2013   | 132,417        | 2.66           | 0 / 200  | 0    | 第9位  | 議會外 |
| 2017   | 546,393        | 10.79          | 22 / 200 | ▲ 22 | 第3位  | 反對黨 |
| 2021   | 海盜和市長聯盟 | 海盜和市長聯盟 | 4 / 200  | ▼ 18 | 第7位  | 政府   |

### 布拉格市議會選舉
| 選舉年 | 領導人          | 得票      | 得票率（%） | 議席    | ±   | 排名   | 政府   |
| ------ | --------------- | --------- | ----------- | ------- | --- | ------ | ------ |
| 2010   |                 | 32,901    | 0.9         | 0 / 65  | 新  | 第10位 | 議會外 |
| 2014   | 雅庫布·米哈樂   | 1,101,081 | 5.3         | 4 / 65  | ▲4  | 第7位  | 反對黨 |
| 2018   | 茲德涅克·賀吉普 | 4,197,578 | 17.1        | 13 / 65 | ▲9  | 第2位  | 政府   |
| 2022   | 茲德涅克·賀吉普 | 4,180,324 | 17.7        | 13 / 65 | ━ 0 | 第3位  | 政府   |

自2018年以來成為布拉格市議會議員
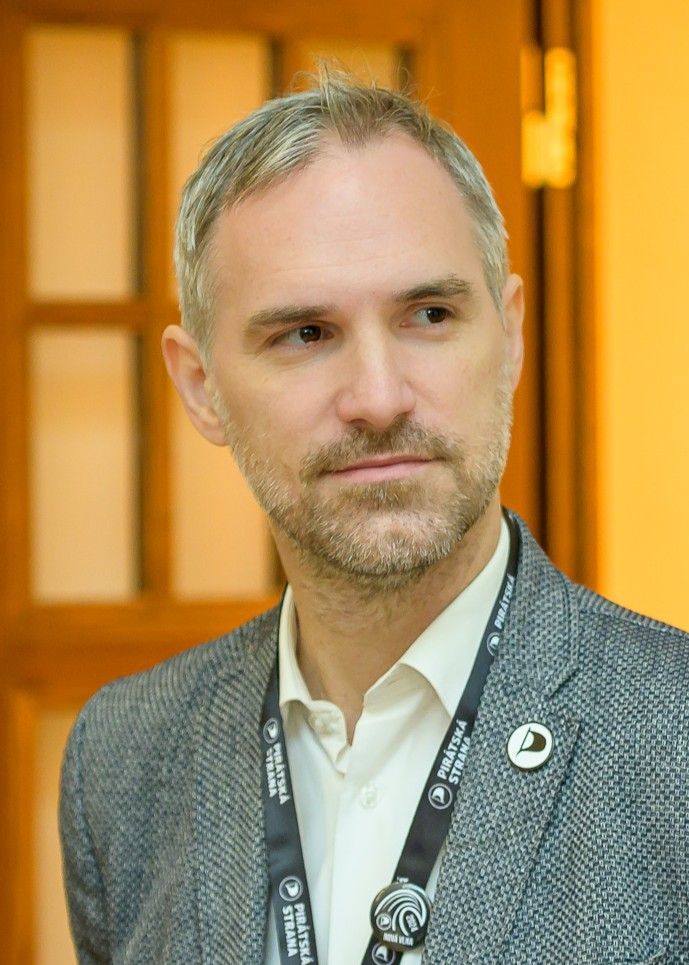
茲德涅克·賀吉普，布拉格第一副市長
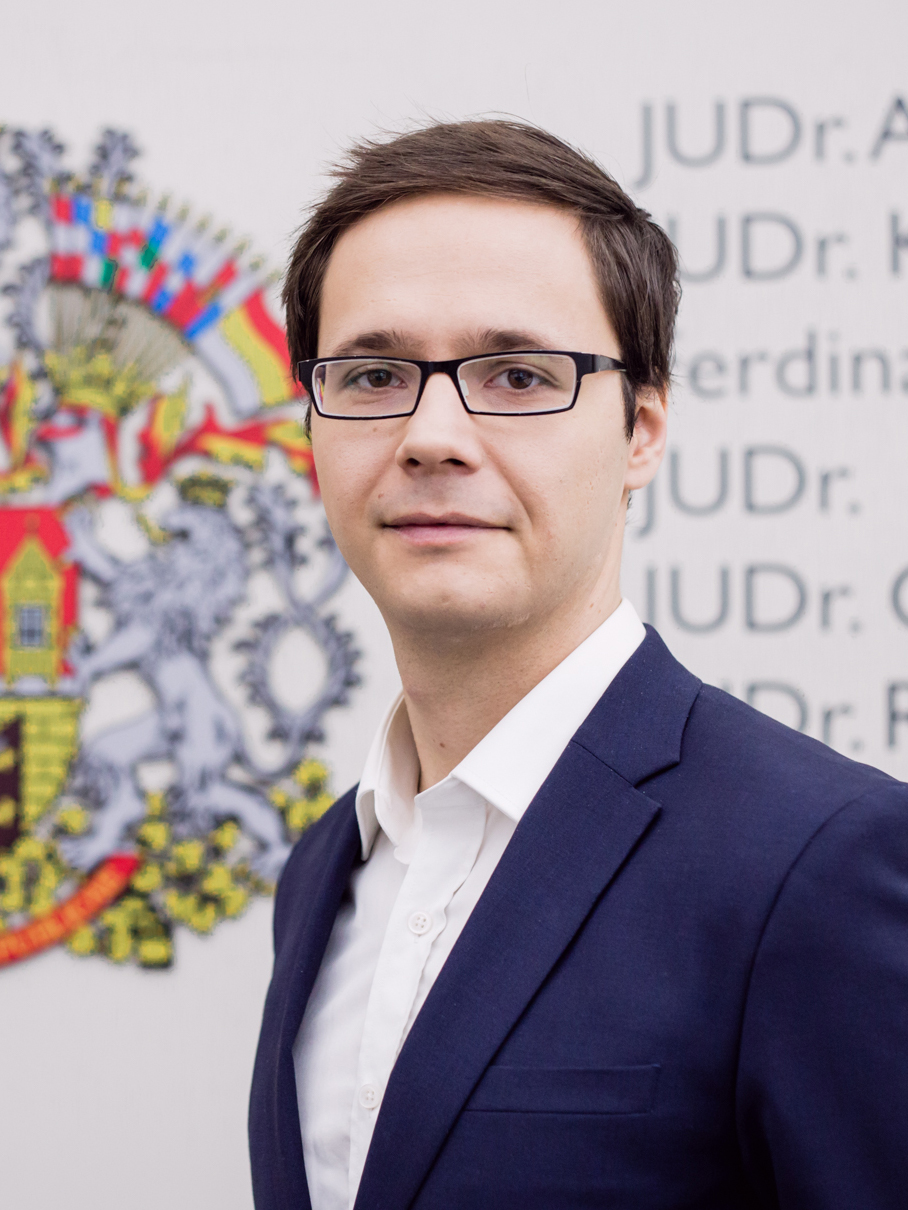
亞當·扎布朗斯基
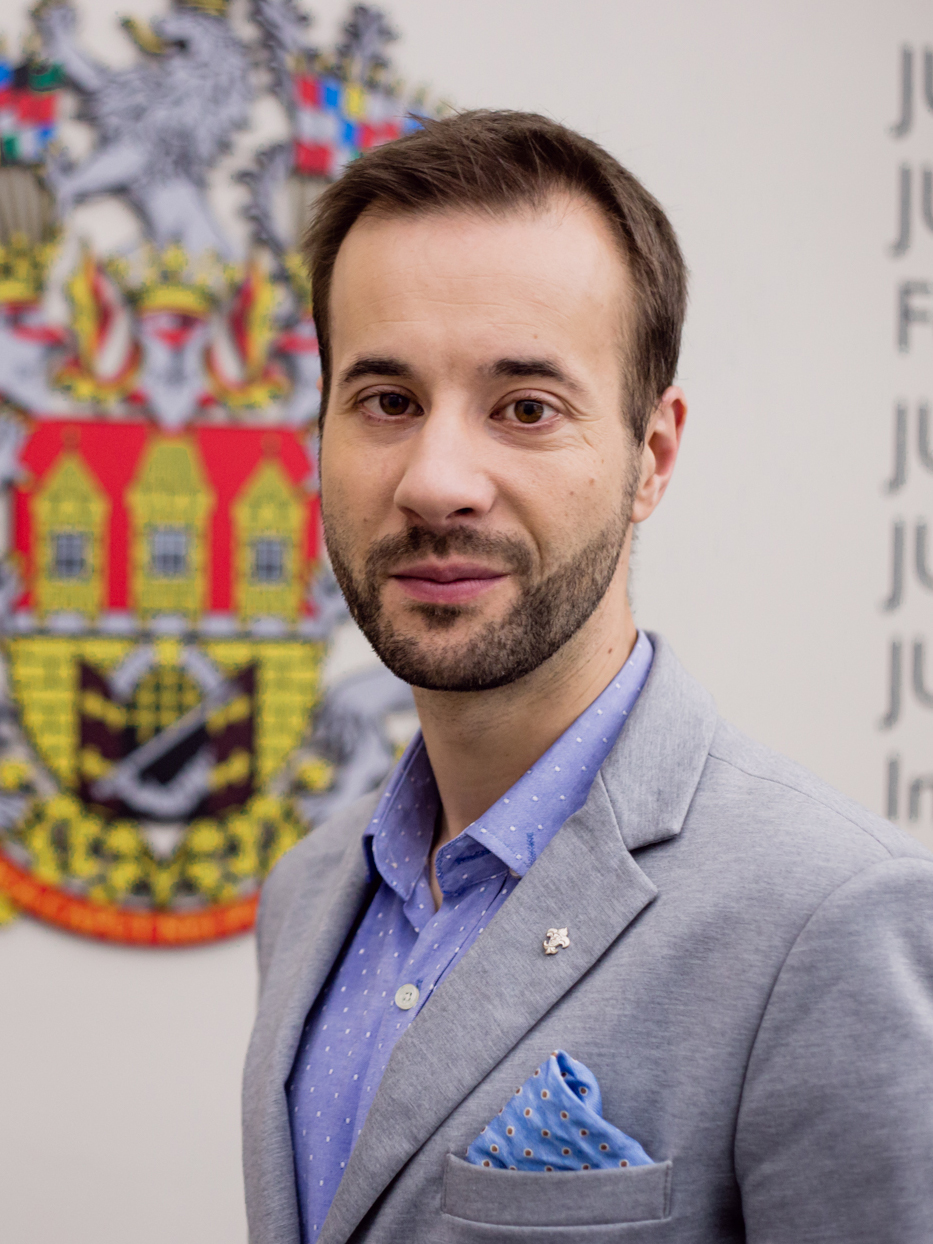
維特·希姆拉爾

## 外部連結
- 官方网站 （捷克文）